# Aston Martin Lagonda
De Aston Martin Lagonda is een luxueuze vierdeurs sedan. De auto werd ontworpen door William Towns. Hij had hier slechts één maand voor nodig. Het was de eerste productieauto met een digitaal dashboard (uitgevoerd als verschillende kleine CRT-schermen). Door zijn bijzondere, hoekige, ontwerp en de extreem lage neus was de wagen destijds een grote blikvanger.
Dit model bleek een zorgenkindje voor het destijds noodlijdende Aston Martin. De ontwikkelkosten liepen flink uit de hand. Het digitale dashboard bleek alleen al vier keer het complete ontwikkelbudget op te slokken en ondanks die investering ging het dashboard ook nog eens gemakkelijk stuk. In totaal zijn er 645 exemplaren gebouwd.
Begin jaren 80 werden er een aantal ingrijpende wijzigingen doorgevoerd. Zo werden onder andere de uitklapbare koplampen weggelaten. Ook zijn er enkele stationuitvoeringen en tweedeursversies gebouwd.
In 2009 werd tijdens de Autosalon van Genève een nieuwe conceptversie van de Aston Martin Lagonda onthuld.